# Hanigovce

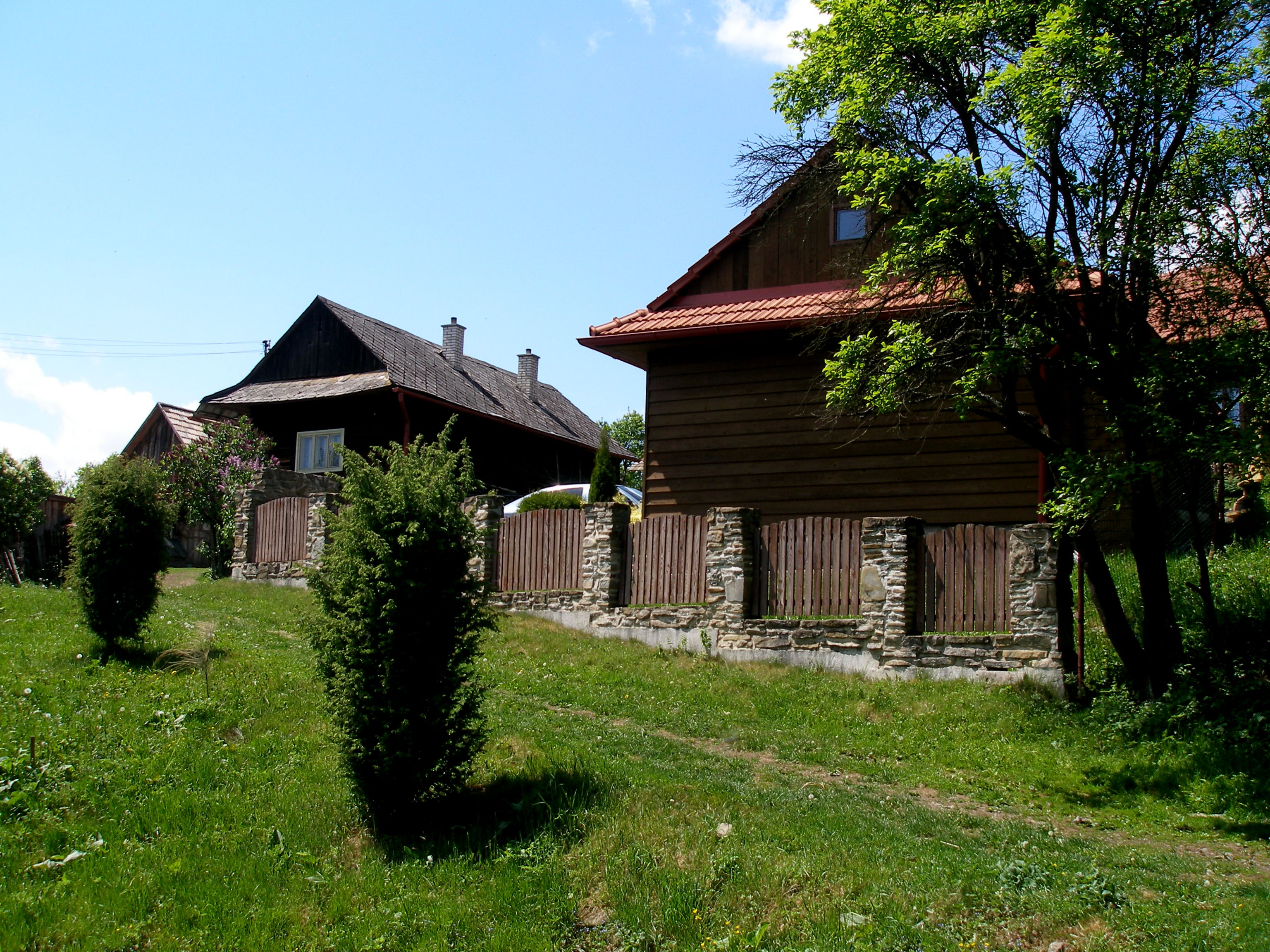
Hanigovce

Hanigovce (Hongaars: Hőnig) is een Slowaakse gemeente in de regio Prešov, en maakt deel uit van het district Sabinov.
Hanigovce telt 132 inwoners.